# 熊倉功夫
熊倉 功夫（くまくら いさお、1943年（昭和18年）1月3日 - ）は、日本の歴史学者（日本文化史・茶道史）。学位は、文学博士（東京教育大学・1978年）。国立民族学博物館名誉教授、総合研究大学院大学名誉教授、MIHO MUSEUM館長、茶の都ミュージアム館長、静岡文化芸術大学名誉教授・前学長、林原美術館元館長。2014年中日文化賞受賞。2022年、文化庁長官表彰。

## 来歴

### 生い立ち
東京出身。東京教育大学附属駒場高等学校を経て、東京教育大学の文学部史学科を1965年に卒業した。その後、同大学にて修士課程を1968年に修了し、博士課程を単位取得退学した。なお、1978年には、同大学より文学博士号を授与された。論文の題は「近代茶道史の研究」。

### 研究者として
日本文化史、茶道史専攻。主に茶道史や寛永文化研究を主とし、日本の料理文化史や柳宗悦と民藝運動研究も行っている。大学院退学以降、京都大学人文科学研究所にて助手や講師を、筑波大学にて助教授や教授を務めた。1992年より国立民族学博物館にて教授として勤務し、第一研究部、および、民族文化研究部にて、それぞれ部長を歴任した。2004年には、同博物館より名誉教授の称号を授与された。茶の湯文化学会会長（第４代）。日本結び文化学会　会長。

## 略歴
1961年東京教育大学附属駒場高等学校卒業。1965年東京教育大学文学部卒業。71年同大学院博士課程単位取得退学、京都大学人文科学研究所助手。77年講師。1978年筑波大学助教授、82年教授。1992年国立民族学博物館第一研究部教授。97年同部長、民族文化研究部部長。2004年定年退職、名誉教授、林原美術館館長（-2012年）。2010年静岡文化芸術大学学長、2016年退任、MIHO MUSEUM館長。2010年農水省食料・農業・農村政策審議会会長。2017年茶の都ミュージアム館長。

## 著作

### 単著
- 『茶の湯　わび茶の心とかたち』（教育社歴史新書 日本史、1977／改訂版・中公文庫、2021）
- 『民芸の発見』（角川書店<季刊論叢日本文化>、1978）
- 『日本を創った人びと15　千利休　わび茶の美とこころ』（平凡社、1978）
- 『近代茶道史の研究』（日本放送出版協会、1980）
- 『後水尾院』（朝日新聞社<朝日評伝選>、1982）
  - 『後水尾天皇』（岩波書店<同時代ライブラリー>、1994／中公文庫、2010）
- 『南方録を読む』（淡交社、1983）
- 『昔の茶の湯　今の茶の湯』（淡交社、1985）
- 『茶の湯入門』（平凡社、1985）
  - 『茶の湯の歴史　千利休まで』（朝日選書、1990）
- 『生活と芸術 日本生活文化史』（放送大学、1985）
- 『小堀遠州の茶友たち』（大絖書房、1987）
  - 『小堀遠州茶友録』（中公文庫、2007）
- 『寛永文化の研究』（吉川弘文館、1988）オンデマンド版　2024，ISBN　9784642732901
- 『近代数奇者の茶の湯』（河原書店、1997／中公文庫、2023）
- 『文化としてのマナー』（「日本の50年 日本の200年」岩波書店、1999、新装版 岩波人文書セレクション、2014）
- 『日本料理文化史　懐石を中心に』（人文書院、2002／講談社学術文庫、2020）
- 『日本料理の歴史』（吉川弘文館<歴史文化ライブラリー>、2007）ISBN　9784642056458
- 『茶の湯といけばなの歴史　日本の生活文化』（放送大学叢書・左右社、2009）
- 『茶の湯日和―うんちくに遊ぶ』（里文出版、2012）
- 『日本人のこころの言葉　千利休』（創元社、2015）

### 著作集
- 『熊倉功夫著作集』（全7巻）、思文閣出版、2016-2017

1. 茶の湯　心とかたち
2. 茶の湯と茶人の歴史
3. 近代茶道史の研究
4. 近代数寄者の茶の湯
5. 寛永文化の研究
6. 民芸と近代
7. 日本料理文化史

### 編著
- 『いけばな美術全集 第6巻 茶の湯の花』編　集英社 1982年
- 『名宝日本の美術 第16巻 利休・織部・遠州』小学館 1983年
- 『茶道聚錦 4　織部・遠州・宗旦』責任編集　小学館 1983年
- 『茶道聚錦 6 近代の茶の湯』責任編集　小学館 1985年
- 『茶道聚錦 1 茶の文化』責任編集　小学館 1987年
- 『柳宗悦茶道論集』編　岩波文庫 1987年
- 『新編名宝日本の美術 第17巻 利休・織部・遠州』小学館 1991年
- 『日本の近世 第11巻　伝統芸能の展開』編　中央公論社 1993年
- 『禅と能楽・茶』 叢書禅と日本文化/編集 ぺりかん社 1997年
- 『日本文化のゆくえ―茶の湯から』編　淡交社、1998年
- 『日本の食事文化』責任編集 味の素食の文化センター 講座食の文化 1999年
- 『遊芸文化と伝統』編 吉川弘文館 2003年
- 『茶人と茶の湯の研究』編 思文閣出版 2003年
- 『千利休 戦国時代の天才茶人』編 淡交社 よくわかる茶の湯人物シリーズ 2004年
- 『近代数寄者の名茶会三十選』編 淡交社 2004年
- 『井伊直弼の茶の湯』編 国書刊行会 2007年
- 『「食」その伝統と未来―食の文化フォーラム　<2009>』編 ドメス出版 2010年
- 『日本の食の近未来』編 思文閣出版 2013年
- 『大口樵翁―女性茶の湯のすすめ』編著 宮帯出版社 2013年
- 『西山松之助 茶杓探訪』編・解説 宮帯出版社 2013年
- 『和食という文化　こころをよむ』（NHK出版、2019年）。放送シリーズ・NHKテキスト

### 共著
- 『日本の生活文化史 茶の湯といけばなを中心に』山根有三共著 旺文社 テレビ大学講座 1981年
- 『近代日本の生活と社会』大浜徹也共著 放送大学教育振興会 1989年
- 『西川一草亭 風流一生涯』共著 淡交社 1993年
- 『史料による茶の湯の歴史』筒井紘一・中村利則・中村修也共著 主婦の友社 茶の湯案内シリーズ 1994年-1995年
- 『お茶のあるくらし 日本茶・紅茶・中国茶の楽しみかた』古賀健藏・荒木安正・團和子共著 ジュリアン 2005年
- 『小堀遠州 綺麗さびの極み』（小堀宗実・磯崎新・龍居竹之介共著 「とんぼの本」新潮社） 2006年
- 『茶と花　日本の伝統文化5』（井上治共著、山川出版社、2020年）

### 共編著
- 『史料大系日本の歴史 第4巻 近世 1』林屋辰三郎共編集　大阪書籍 1979年
- 『日本の美と文化 10 茶と花と能 サロンの風流と芸能』森下知、高橋秀元共編著 講談社 1982年
- 『外来の食の文化　<食の文化フォーラム>』（石毛直道共編、ドメス出版） 1988年
- 『利休大事典』村井康彦、林屋晴三、納屋嘉治共編、淡交社 1989年。千宗左・千宗室・千宗守監修
- 『食の美学　<食の文化フォーラム>』（石毛直道共編、ドメス出版） 1991年
- 『食の思想　<食の文化フォーラム>』（石毛直道共編、ドメス出版） 1992年
- 『日本の食・100年　<のむ：食の文化フォーラム>』（石毛直道共編、ドメス出版） 1996年
- 『献立学』川端晶子共編著 建帛社 21世紀の調理学 1997年
- 『緑茶文化と日本人 World O-CHA Festivalに向けて』杉山公男・榛村純一共編著、ぎょうせい 1999年
- 『茶道学大系 茶道文化論』田中秀隆共編 淡交社 1999年
- 『外国語になった日本語の辞典』加藤秀俊共編、岩波書店 1999年
- 『柳宗悦と民藝運動』吉田憲司共編、思文閣出版 2005年
- 『夢窓疎石』竹貫元勝共編、春秋社 2012年
- 『陸羽『茶経』の研究』程啓坤共編、宮帯出版社 世界茶文化学術研究叢書 2012年
- 『栄西『喫茶養生記』の研究』姚国坤共編、宮帯出版社 世界茶文化学術研究叢書 2014年
- 『徽宗『大観茶論』の研究』程啓坤共編、宮帯出版社 世界茶文化学術研究叢書 2017年
- 『岡倉天心『茶の本』の研究』関剣平共編、宮帯出版社 世界茶文化学術研究叢書 2020年

### 訳・校注
- 『茶道四祖伝書』松山吟松庵校註 補訂 思文閣 茶湯古典叢書 1974年

四祖は 千利休、古田織部、細川三斎、小堀遠州
- 『日本料理秘伝集成 原典現代語訳　第11巻 茶懐石』原田信男共編 同朋舎出版 1985年
- 『茶の湯の古典 3 四大茶会記』校訂訳注 世界文化社 1990年
- 高橋箒庵『大正茶道記 近代茶会史料集成』全3巻 原田茂弘共校注 淡交社 1991年
- 高橋箒庵『昭和茶道記』全2巻 編 淡交社 近代茶会史料集成 2002年
- 『山上宗二記』（校注、岩波文庫、2006年）
- 南坊宗啓原著、立花実山『南方録 現代語訳』（中央公論新社、2009年）
- 『茶道四祖伝書 利休伝・織部伝・三斎伝・宗甫伝 現代語訳』（中央公論新社、2021年）